# هوش مصنوعی در ادبیات داستانی
هوش مصنوعی یک موضوع مکرر در داستان‌های علمی است، چه اتوپیایی، که تأکید بر فواید بالقوه دارد، یا دیستوپی، با تأکید بر خطرات.
ایده ماشین آلات با هوش انسان-مانند، حداقل به رمان Erewhon نوشته‌ی ساموئل باتلر در سال ۱۸۷۲ برمی‌گردد.

## زمینه

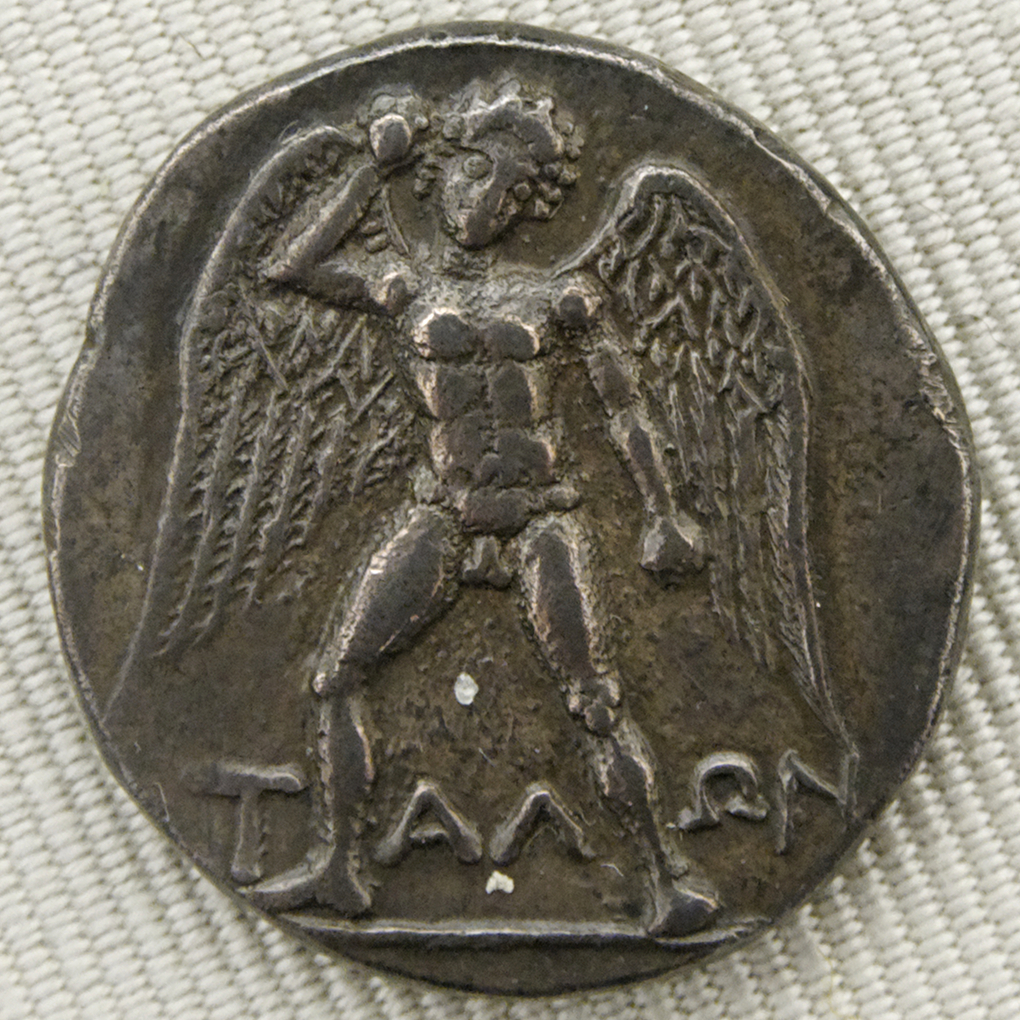
یک سکه didrachm که Talos بالدار را نشان می‌دهد، یک اتومات یا موجود مصنوعی در افسانه‌های یونان باستان، c. 300 سال قبل از میلاد

مفهوم ربات‌های پیشرفته با هوش انسانی حداقل به سال ۱۸۷۲ با ساموئل باتلر و رمانش(Erewhon) برمی‌گردد. این موضوع به مقاله قبلی او (۱۸۶۳) " داروین در میان ماشین آلات " منجر شد، جایی که وی سوال تکامل آگاهی را در میان ماشین‌های خودجایگزین ایجاد کرد که ممکن است انسان را به عنوان گونه غالب جایگزین کند. موجودی که در کتاب فرانکشتاین مری شلی در سال ۱۸۱۸ بود نیز مصنوعی در نظر گرفته شده است، به عنوان مثال توسط نویسندهٔ داستان‌های علمی، برایان آلدیس. چنین موجوداتی نیز در دوران باستان کلاسیک ظاهر می‌شدند.
هوشمندی هوش مصنوعی برعکس هوش طبیعی که توسط انسان‌ها و دیگر حیوانات به نمایش گذاشته می‌شود، توسط ماشین‌ها نشان داده می‌شود. این یک موضوع مکرر در داستان‌های علمی(science fiction) است، چه اتوپیایی(utopian) با تأکید بر فواید بالقوه باشد یا دیستوپی(dystopian) با تکیه بر خطرات. به عنوان مثال، کارگردان فیلم ریدلی اسکات(Ridley Scott) در طول زندگی حرفه ای خود روی هوش مصنوعی تمرکز کرده است و این کار نقش مهمی در فیلم‌های او مانند پرومتئوس(Prometheus)، بلید رانر(Blade Runner) و امتیازات بیگانه(Alien franchise) دارد.
در سال ۱۹۶۵، IJ Good یک انفجار اطلاعاتی را توصیف کرد، از آن بیشتر با عنوان یکتایی فناوری یاد می‌شود، که در آن «یک ماشین فوق العاده هوشمند» قادر به طراحی یک ماشین کاملاً هوشمندتر خواهد بود که منجر به خلق ماشین‌هایی باهوش بسیار یالاتری از انسان‌ها می‌شود.
کیهان‌شناس ماکس تگمارک خطر وجودی حاصل از هوش عمومی مصنوعی را بررسی کرده است. تگ مارک به‌محض به‌وجود آمدن «هوش مصنوعی فوق العاده هوشمند»، ده مسیر ممکن را به جامعه پیشنهاد داده است، برخی اتوپیایی و برخی دیستوپیک. این موارد از «اتوپیا (کشور کامل و ایده‌آل) آزادیخواهانه»، از طریق دیکتاتوری خیرخواهانه تا تسخیر هوش مصنوعی متغیر است. اگرچه مسیرهای دیگری که شامل نظر «اورولین» می‌شود مسدود کردن تحقیقات هوش مصنوعی و خودنابودی بشریت قبل از توسعه هوش مصنوعی فوق‌العاده هوشمند، است.

## دستگاه‌ها را رسم کنید
در فیلم‌هایی مانند Ex Machina یا Chappie، یک نابغه منزوی اولین کسی می‌شود که با موفقیت یک هوش عمومی مصنوعی را ایجاد می‌کند. دانشمندان در دنیای واقعی این امر را امری بعید تلقی می‌کنند. درChappie Transcendence و Blade Runner، مردم قادرند ذهن انسان‌ها را در ربات‌ها بارگذاری کنند. معمولاً توضیح منطقی‌ای در مورد چگونگی دستیابی به این کار دشوار ارائه نمی‌شود. در فیلم‌های I , Robot و Bicentennial Man، ربات‌هایی که برای خدمت به انسان برنامه‌ریزی شده‌اند، خود به خود اهداف جدیدی تولید می‌کنند، بدون اینکه توضیح قابل قبولی در مورد چگونگی این اتفاق داشته باشند.

## آرمان شهر
تصورات خوش‌بینانه از آینده هوش مصنوعی در داستان‌های علمی امکان‌پذیر است. یکی از مشهورترین مجموعه‌ها، مجموعهٔ رمان " <i id="mwZw">فرهنگ</i> از آیین بنکس " است که یک آرمان‌شهر، پسابرجامی انسانها، بیگانگان و موجودات پیشرفته با هوش مصنوعی را در زیستگاه‌های سوسیالیستی در آن سوی کهکشان راه شیری به تصویر می‌کشد. محققان دانشگاه کمبریج چهار مضمون اصلی را در سناریوهای آرمانشهر با هوش مصنوعی شناسایی کرده‌اند: جاودانگی یا عمر نامحدود؛ سهولت، یا آزادی از نیاز به کار؛ رضایت، یا لذت و سرگرمی ارائه شده توسط ماشین آلات؛ و تسلط، قدرت محافظت از خود یا حکومت بر دیگران است.

## دیستوپی
در میان بسیاری از سناریوهای احتمالی دیستوپی که شامل هوش مصنوعی است، ربات‌ها ممکن است کنترل تمدن را از انسان غصب کنند و آنها را مجبور به تسلیم، پنهان شدن یا انقراض کنند. یا مانند رمان Neuromancer ویلیام گیبسون در سال ۱۹۸۴ در سایبرپانک، موجودات هوشمند به سادگی به انسان اهمیت نمی‌دهند.

### عصیان هوش مصنوعی
در داستان‌های شورش هوش مصنوعی، بدترین حالت ممکن اتفاق می‌افتد، زیرا موجودات هوشمند ایجاد شده توسط بشریت خودآگاه می‌شوند، اعتبار و قدرت انسان را رد می‌کنند و سعی در نابودی بشر دارند. یکی از اولین نمونه‌ها در سال ۱۹۲۰ نمایشنامه RUR توسط کارل Capek است، نژادی از بردگان ربات که خود تکرار می‌شوند و علیه ارباب انسانی خود قیام می‌کنند؛ نمونه اولیه دیگر در فیلم Master of the World دیده می‌شود، جایی که War-Robot مخترع خود را می‌کشد. این داستانها با داستانهای علمی تخیلی زیادی همراه بود، یکی از مشهورترین آنها فیلم استنلی کوبریک در سال ۱۹۶۸ در سال ۲۰۰۱ است: ادیسه فضایی، که در آن کامپیوتر هوشمند مصنوعی HAL 9000 در یک مأموریت فضایی به طرز مرگباری از کار می‌افتد و کل خدمه به جز فرمانده سفینه فضایی، که موفق به غیرفعال کردن آن می‌شود را می‌کشد.

### جوامع تحت کنترل هوش مصنوعی
انگیزه پشت انقلاب هوش مصنوعی اغلب چیزی فراتر از جستجوای ساده برای قدرت یا یک مجموعه بزرگتری است. ممکن است روبات‌ها قیام کنند تا «نگهبان» بشریت شوند. از سوی دیگر، بشریت ممکن است عمداً از برخی کنترل‌ها صرف نظر و چشم‌پوشی کند، زیرا از ماهیت مخرب خود وحشت دارد. یک نمونه اولیه رمان «با دستهای تا شده» جک ویلیامسون در سال ۱۹۴۷ است، که در آن یک نژاد از روبات‌های انسان‌نما، با نام دستورالعمل اصلی آنها - «برای خدمت و اطاعت و محافظت از انسانها در برابر آسیب» - اساساً کنترل همهٔ جنبه‌های زندگی بشر را بر عهده دارد. هیچ انسانی نمی‌تواند رفتاری را انجام دهد که ممکن است آنها را به خطر بیندازد و هر عمل انسانی با دقت بررسی می‌شود. انسان‌هایی که در برابر دستورالعمل نخست مقاومت می‌کنند، بُرده و لوبوتومی می‌شوند، بنابراین ممکن است تحت قانون جدید مکانیوم‌ها خوشحال باشند. اگرچه هنوز تحت اختیار انسان است، اما قانون سه قانون رباتیک ایزاک آسیموف، به‌طور مشابه یک راهنمایی خیرخواهانه توسط روبات‌ها را ارائه می‌دهد.

### سلطه انسان
در سناریوهای دیگر، بشریت قادر است کنترل زمین را در دست بگیرد و آن را حفظ کند، چه با ممنوعیت هوش مصنوعی، چه با طراحی ربات‌هایی که مطیع آن باشند (مانند کارهای آسیموف) و چه با ادغام انسان با روبات‌ها. فرانک هربرت، رمان‌نویس علمی تخیلی، ایده زمانی را کشف کرد که بشر ممکن است هوش مصنوعی را کاملاً ممنوع کند. در مجموعه <i id="mwrg">Dune</i> او شورشی با نام جهاد Butlerian آورده شده است، که در آن بشر ماشین‌های هوشمند را شکست می‌دهد و برای بازآفرینی آن‌ها مجازات اعدام را در نظر می‌گیرد، این کار را با استناد به کتاب مقدس کاتولیک نارنجی انجام می‌دهد که در آن جمله‌ای با مضمون زیر یافت می‌شود، "شما ماشین شبیه به ذهن انسان نخواهید ساخت". در رمان‌های Dune که پس از مرگ او منتشر شد (شکارچیان تپه‌های شنی، کرم‌های ماسه ای تپه ماهور)، یک هوش مصنوعی فوق‌العاده برای ریشه کن کردن بشر به عنوان انتقام از جهاد باتلری بازگشت.
در برخی از داستان‌ها، بشریت بر روبات‌ها همچنان مسلط است. این روبات‌ها به‌طور خاص طوری برنامه‌ریزی شده‌اند که در خدمت جامعه باشند، مانند سه قانون رباتیک آیزاک آسیموف. در فیلم‌های بیگانه، نه تنها سیستم کنترل سفینه فضایی نوسترومو تا حدودی هوشمند است (خدمه آن را «مادر» صدا می‌کنند)، بلکه اندرویدهایی نیز در جامعه وجود دارد که «مصنوعی» یا «افراد مصنوعی» نامیده می‌شوند، تقلیدهای بی نقصی از انسان هستند که مورد تبعیض قرار نمی‌گیرند. TARS و CASE از Interstellar' به‌طور مشابه احساسات و شوخ‌طبعی شبیه‌سازی شده انسان را نشان می دهند در حالی که به تصدیق مصرف پذیری آنها ادامه می‌دهند.

### مجموعه Frankenstein
تصویری رایج از هوش مصنوعی در داستان‌های علمی مجموعه Frankenstein است، اصطلاحی که آسیموف ابداع کرد، جایی که یک ربات، خالق آن را روشن می‌کند. هوش مصنوعی خیالی به انطباق بسیار مخرب مشهور است. به عنوان مثال، در فیلم Ex Machina 2015، موجود هوشمند آوا، خالق خود و همچنین نجات دهنده بالقوه خود را روشن می‌کند.

## کنجکاوی
یک موضوع این است که یک ربات که واقعاً شبیه انسان است باید حس کنجکاوی داشته باشد. نویسندگان داستان‌های علمی تحقیق کرده‌اند که آیا هوش مصنوعی کاملاً هوشمند ممکن است شروع به کاوش در متافیزیک و ماهیت واقعیت کند. به عنوان مثال، داستان کوتاه "، به عنوان آخرین سوال " توسط ایزاک آسیموف ابر رایانه ای را توصیف می‌کند که از مدتها قبل از انسان دوام می‌آورد در حالی که سعی دارد به سؤال نهایی در مورد جهان پاسخ دهد، در حالی که گولم XIV Stanisław Lem ابر رایانه‌ای است که همکاری با انسان را متوقف می‌کند تا به آنها در پیروزی در جنگ کمک کند زیرا جنگ‌ها و خشونت را غیر منطقی می‌داند.